# Eliza Ann Grier
Eliza Ann Grier   (comtat de Mecklenburg, 1864 - Charlotte, 1902) va ser una metgessa estatunidenca i la primera dona afroamericana amb llicència per practicar medicina a l'estat de Geòrgia (Estats Units).

## Biografia
Eliza Ann Grier va néixer en el comtat de Mecklenburg (Carolina del Nord) el 1864 i els seus pares van ser Emily i George Washington Grier. Encara que va néixer després de la proclamació d'emancipació, va néixer esclava en la part de Carolina del Nord que no estava ocupada per l'exèrcit de la Unió. Va ser emancipada a la pràctica al final de la guerra (quan encara era una infant) i després es va mudar a Nashville, Tennessee, per estudiar docència a la universitat de Fisk. En ordre de ser capaç de pagar els seus honoraris d'educació, s'alternava treballant un any i estudiant un altre; es va graduar al 1891 després d'inscriure's al 1884.
El 1890 Grier va escriure al Woman's Medical College of Pennsylvania al 1890 per explicar que tenia pocs diners i va preguntar si «podrien proporcionar [assistència] a una esclava emancipada per rebre una mica d'ajut per entrar a una professió de tan alt prestigi». Va ser acceptada a la Universitat al 1893 i, una vegada més, va treballar entre períodes d'estudi per mantenir-se. Després de graduar-se el 1897, es va mudar a Atlanta (Geòrgia) i va sol·licitar una llicència per practicar lamedicina a Fulton County, essent la primera dona afroamericana a rebre una llicència mèdica a l'estat de Geòrgia.
Grier va instal·lar un consultori mèdic privat a Atlanta, i va especialitzar-se en obstetrícia i ginecologia. Durant aquest temps, va complementar els seus ingressos amb treballs de docència. El 1901, tres anys després d'obrir el consultori va emmalaltir, i no va poder seguir treballant. Grier va escriure a la sufragista Susan B. Anthony per sol·licitar ajuda a causa dels seus problemes financers, es va mudar a Albany (Geòrgia), on el seu germà R. E. Grier, també metge, treballava. Va morir al 1902, cinc anys després d'haver començat a exercir medicina, i va ser sepultada a Charlotte (Carolina del Nord).